# Amauriopsis dissecta
Amauriopsis es un género monotípico de plantas fanerógamas perteneciente a la familia de las asteráceas. Su única especie Amauriopsis dissecta es originaria de Norteamérica.

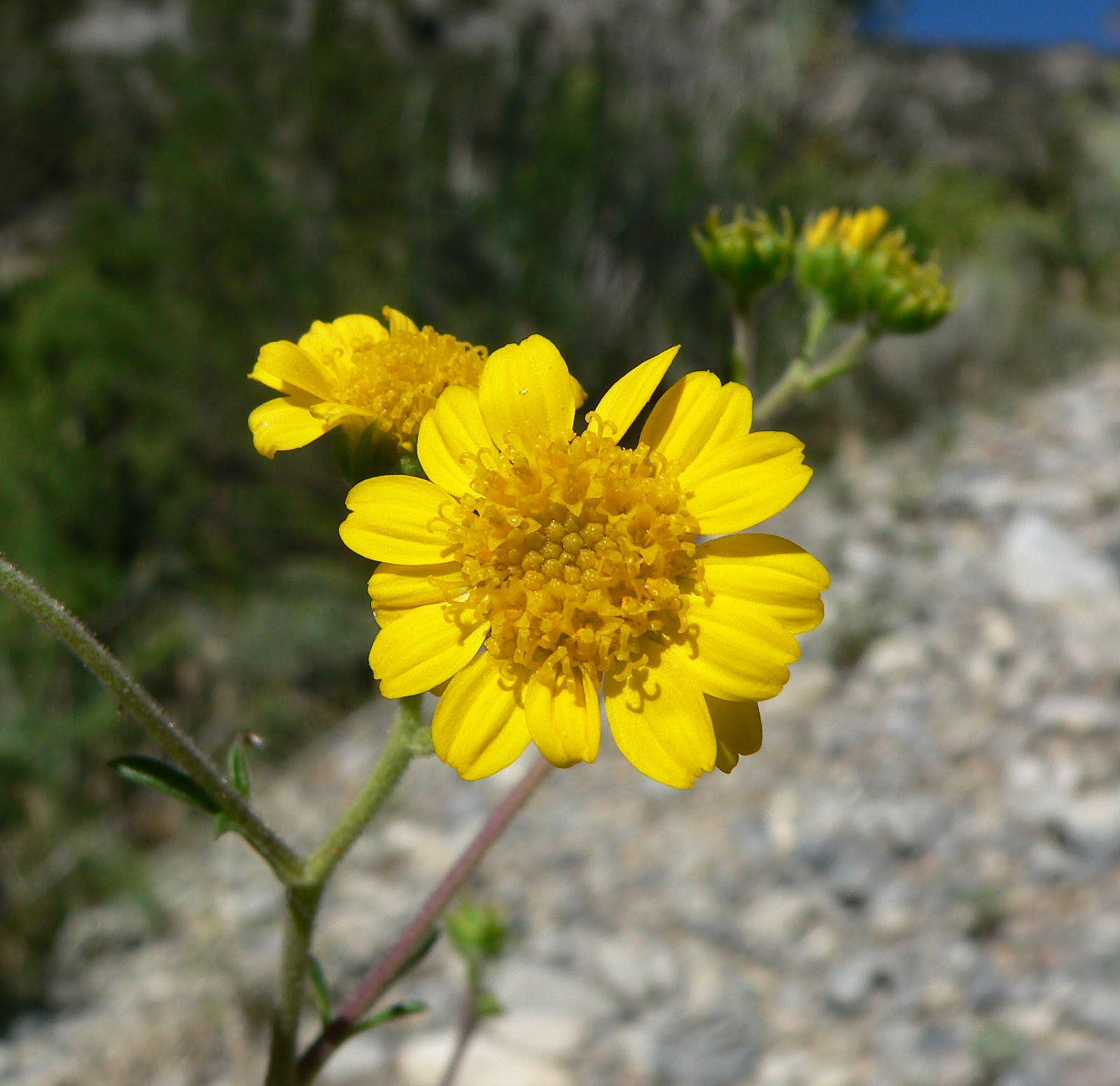
Detalle de la flor

## Descripción
Es una planta bienal, (a veces florece en el primer año, a veces persiste), que alcanza un tamaño de 10-80 + cm  de altura. Tallos erectos, generalmente ramificados distalmente, a veces desde las bases. Hojas generalmente basales y caulinares,  pecioladas, láminas deltadas a ovadas u oblongas (a grandes rasgos), por lo general 1-2 lobuladas (sobre todo los lóbulos oblongos a obovados), los márgenes finales enteros o dentados. Las inflorescencias corimbiformes. Los involucros ± hemisféricos de 10 - 18 + mm de diámetro. brácteas persistentes, 12-21 + en ± 2 series. Disco floretes 30-80 +, bisexuales y fértiles; corolas amarillas.

## Distribución
Se encuentra en los Estados Unidos y México.

## Taxonomía
Amauriopsis dissecta fue descrita por (A.Gray) Rydb. y publicado en North American Flora 34(1): 37. 1914.
Etimología
Amauriopsis: nombre genérico compuesto que deriva del griego y significa "parecido al género Amauria"
dissecta: epíteto latíno que significa "finamente cortado"
Sinonimia
- Amauria dissecta A. Gray
- Bahia dissecta (A. Gray) Britton[4]